# Malibu Shark Attack
Série Maneater
La Traversée des enfers
(19 juillet 2009) Carnage
(25 avril 2009)
Pour plus de détails, voir Fiche technique et Distribution.
Malibu Shark Attack est un téléfilm australo-canadien réalisé par David Lister et diffusé le 25 juillet 2009 sur Syfy. Il s'agit du vingt-et-unième film de la collection Maneater series.

## Synopsis
Un séisme sous-marin provoque un tsunami qui vient submerger les côtes de Malibu, en Californie, apportant dans son sillage une meute de requins-lutins vivant normalement en eaux profondes. Bloqués dans leur cabane sur pilotis, un groupe de sauveteurs aquatiques se retrouve assiégé par les squales.

## Fiche technique
- Titre : Malibu Shark Attack
- Réalisation : David Lister
- Scénario : Keith Shaw
- Production : Kim Arnott, Dale G. Bradley, Grant Bradley, Michele Futerman, Breanne Hartley, Lindsay MacAdam, Roma Roth, Jeff Schenck, Kirk Shaw, Richard Stewart et Brian Trenchard-Smith
- Musique : Michael Neilson
- Photographie : Brian J. Breheny
- Montage : Asim Nuraney
- Décors : Peta Lawson
- Costumes : Monica O'Brien
- Effets spéciaux visuels : David Gould
- Compagnies de production : Insight Film Studios - Limelight International Media Entertainment
- Pays d'origine :  Australie  Canada
- Format : Couleurs - 1,85:1 - Dolby Digital - 35 mm
- Genre : Horreur
- Durée : 86 minutes
- Première date de diffusion : 25 juillet 2009 (Syfy)

## Distribution
- Warren Christie : Chavez
- Peta Wilson : Heather
- Jeff Gannon : Colin
- Remi Broadway (en) : Doug
- Chelan Simmons : Jenny
- Nicholas G. Cooper : Bryan
- Mungo McKay (en) : George
- Sonya Salomaa : Barb
- Evert McQueen : Karl
- Renee Bowen : Yancey